# Проб
Марк Аврелій Проб (лат. Marcus Aurelius Probus; 19 серпня 232, Сірмій — 282, там само) — римський імператор, що правив у 276—282 рр. Завдяки численним військовим перемогам зробив великий внесок задля подолання Кризи III століття в Римській імперії. Був проголошений імператором власними солдатами та був убитий ними після протистояння з наступним імператором, Каром.
Носив титули перемоги: Gothicus («Переможець Готський»), з 277 р.; Germanicus Maximus («Великий переможець Германський»), Persicus Maximus («Великий переможець Перський»), Gothicus Maximus («Великий переможець Готський»), Parthicus Maximus («Великий переможець Парфянський») з 279 р.

## Ранні роки

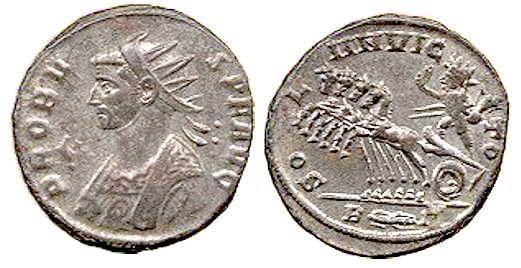
Антонініан Проба

Проб народився у Сірмії, провінція Нижня Паннонія (сучасна Сремська Митровиця, Сербія). Його батька звали Далмацій.
У ранньому віці Проб вступив до армії та стрімко зробив у ній успішну кар'єру. В молодому віці був призначений Валер'яном на посаду трибуна легіону. При Авреліані брав участь у поході на Пальміру та протистоянні із Зенобією, а також захищав Германію від нападів алеманів. При імператорі Тациті Пробу було доручення керування усією східною частиною Імперії.
Коли у 276 році помер Тацит, його брат Флоріан став новим імператором у Римі. Дізнавшись про це, військо Проба, що розташовувалось у Малій Азії, проголосило імператором свого командувача. Внаслідок протистояння двох претендентів на трон, Флоріан був убитий власними солдатами біля міста Тарс у Кілікії.

## Правління
Після загибелі Флоріана та затвердження влади з боку Сенату Проб стає одноосібним правителем. З 276 по 282 п'ять разів обіймав посаду консула та брав участь у численних війнах у різних частинах Імперії. У 277 завдав поразки готам у Паннонії, Мезії та Фракії, а у 278 році переміг вандалів в Іллірії. У 279 вів війни на сході Імперії. У 280—281 придушув повстання щонайменше трьох узурпаторів: Юлія Сатурніна, Прокула та Боноза. 
У 282 році Проб повернувся до свого рідного міста Сірмія, де і був убитий власним військом.  За однією з версій, це сталося після того, як військо Марка Аврелія Кара проголосило новим імператором свого командувача. Проб відправив своїх солдат на придушення повстання, які, втім, зайняли бік Кара. Частина війська, що залишилася, вирішила вбити Проба. 
За іншою версією, солдати Проба начебто вбили імператора після оприлюднення ним планів щодо розпуску частини військ. Кар, що став наступним імператором, покарав убиць Проба. Згодом Проб був обожнений Сенатом.